# Церковь Михаила Архангела (Архангельское, Рузский городской округ)
Церковь Святого Михаила Архангела — православный храм в селе Архангельском Рузского района Московской области. Относится к Рузскому благочинию Одинцовской епархии Русской православной церкви.

## История
Церковь построена Осипом Ивановичем Бове в 1822 году. Бове жил в селе Архангельское в имении своей жены, княгини Авдотьи Семеновны Трубецкой.
В 1937 году церковь была закрыта, попеременно служила то сельским клубом, то складом. Долгие годы храм находился в плачевном состоянии. 
В 1996 году церковь передали церковной общине. В 2009 году были начаты активные реставрационные работы.

## Архитектура
Церковь Архангела Михаила представляет собой ротондальный храм в стиле ампир и имеет трехчастно-осевую композицию, классическую для XVIII—XIX веков. Практически во всех деталях церкви присутствует скругление форм. Её двусветная ротонда увенчана широким куполом-полусферой со шпилем и крестом и окружена венцом-колоннадой спаренных колонн дорического ордера, которые в восточной части переходят в полуколонны, отмечая место алтаря. Окна ротонды полукруглые, разделены перегородками на три части. С запада к храму пристроена трапезная с прямоугольными окнами, а к ней примыкает трехъярусная колокольня. На её высоком первом ярусе расположены полукруглые окна, которые в настоящее время заложены. Вход в колокольню и её второй цилиндрический ярус с высокими проёмами украшены колоннами. На вершине верхнего цилиндрического яруса находится купол со шпилем.
Главный придел, Спаса Нерукотворного Образа, размещен в восточной части ротонды. Два придела, Михаило-Архангельский и Покровский, были устроены в трапезной.

## Духовенство
- Настоятель храма — священник Геннадий Борисов[3]